# Tarsalia persica
Tarsalia persica är en biart som först beskrevs av Warncke 1979.  Tarsalia persica ingår i släktet Tarsalia och familjen långtungebin. Inga underarter finns listade i Catalogue of Life.